# Хустка

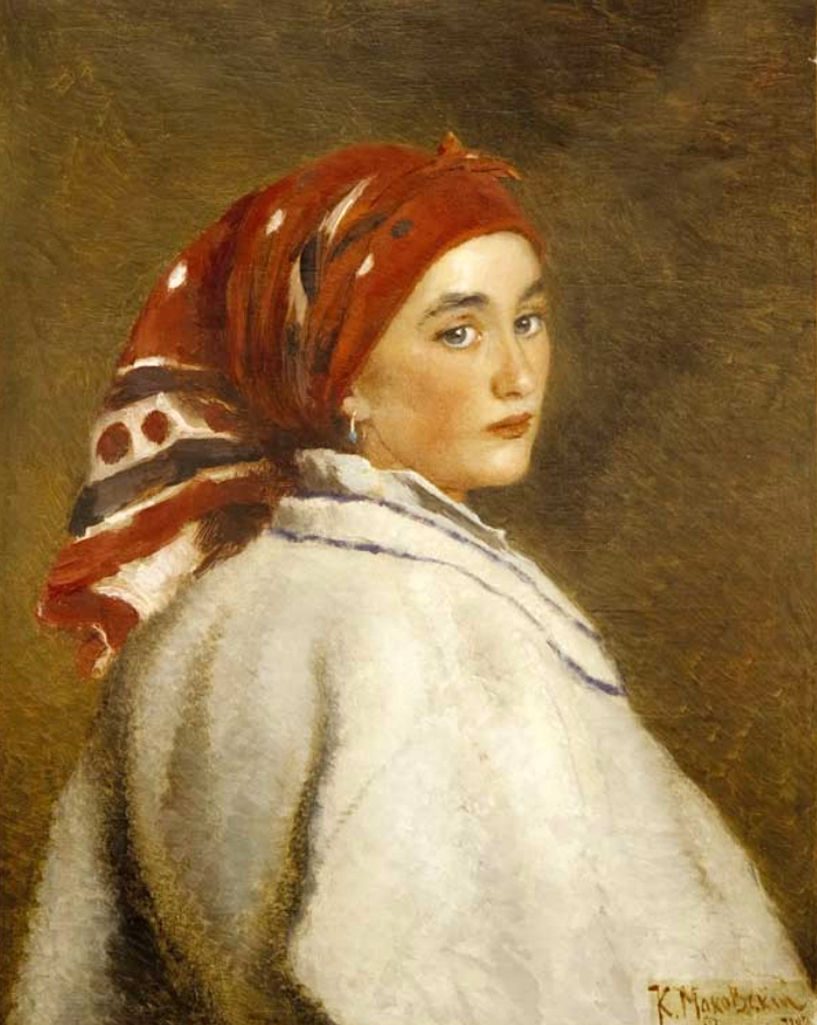
«Волинянка», Костянтин Маковський

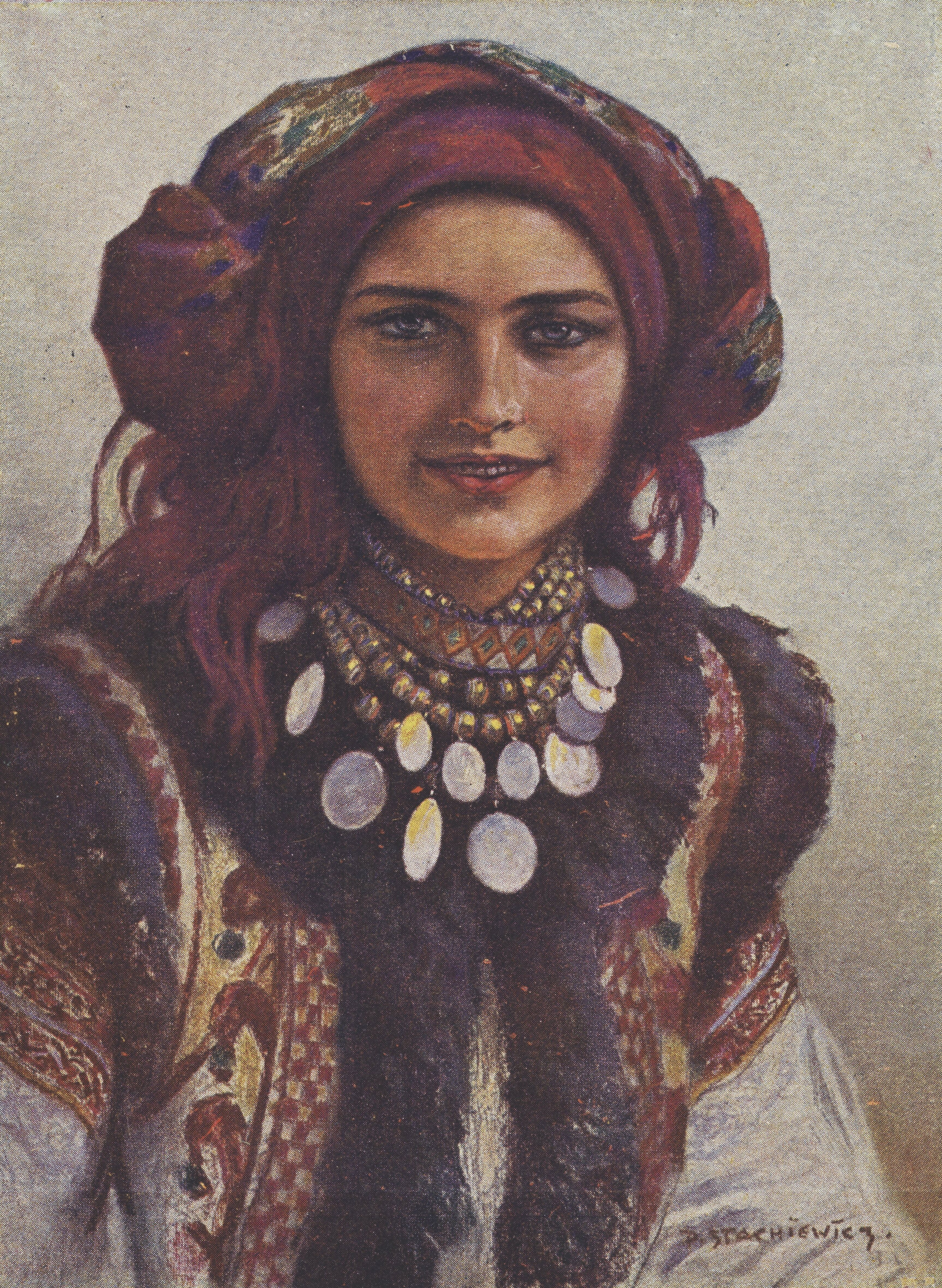
«Ксеня», Петро Стахевич

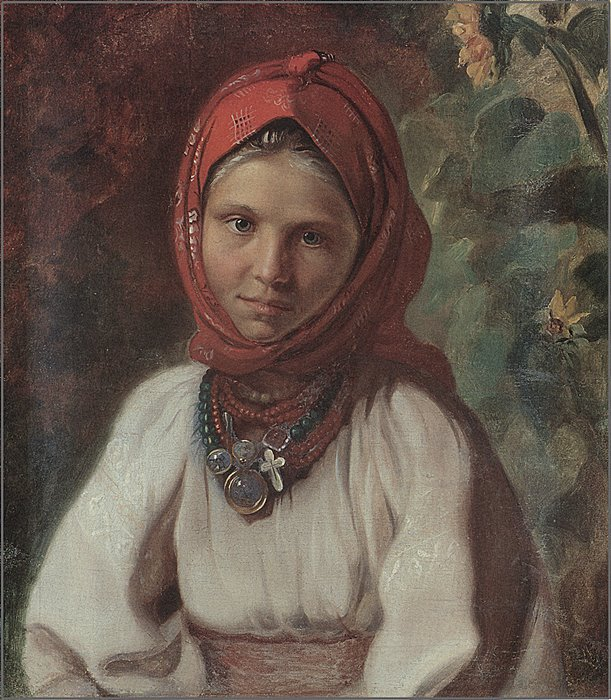
«Дівчина в червоній хустці», невідомий художник

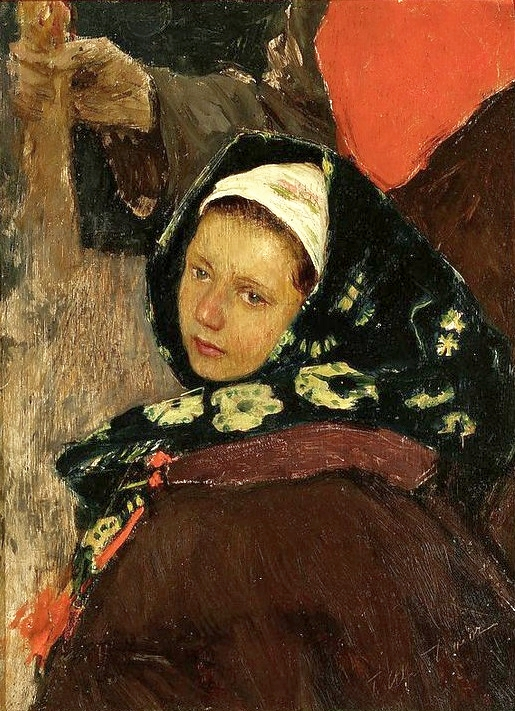
«Русинка», Теодор Аксентович

Ху́стка — шматок тканини або в'язаний трикотажний виріб, переважно квадратний, який пов'язують на голову, шию, накидають на плечі. Образ українського фольклору.
Будучи елементом народного вбрання, хустка використовувалась замість намітки як обов'язковий головний убір одруженої жінки. Вбиралися в неї також неодружені дівчата взимку, під палючим сонцем та в деяких регіонах пов'язували її як начільну пов'язку.
Хустку носили на всій території України. Влітку — полотняну або куповану ситцеву (вибійчану, мережану, вишиту), взимку — домоткану або фабричну вовняну.
Хустка була маркером соціального стану жінки. Молодиці носили білі або яскраві хустки, старші жінки — темні, вдови — чорні. Неодружені дівчата часто вив'язувались вінкоподібно.
Хустки свідчили про рівень достатку родини. Заможні жінки зазвичай купували дорогі шовкові та вовняні хустки. Про коштовність хусток свідчить той факт, що за польської влади на Західній Україні чоловік повинен був 10 днів працювати, аби купити своїй дружині хустку.
У тому чи іншому вигляді хустка була присутня у традиційному вбранні більшості народів світу.
Нині хустки й далі залишаються частиною вбрання або аксесуаром до нього як жінок, так і, у деяких формах, чоловіків.
Мода на хустки відроджується. Ними дедалі більше цікавляться. Їх вивчають і повертають до повсякденного гардеробу. 

## Історія
Хустка прийшла на зміну давнішим платовим жіночим головним уборам — обрусу та намітці. У XVII—XIX століттях хустка і намітка побутували поруч.
Кілька разів хустка згадується у Актовій книзі Житомирського міського уряду кінця XVI століття. Йдеться там, наприклад, про хустки з «полотна коленського», що вишиті шовком.
У списках і реєстрах майна з Чернігівщини XVII—XVIII століть зустрічаються «хустки полотняні», «хустка, чорним шовком шита», «хусток дві рябих турецьких».
У XIX столітті у широкому вжитку опинилися крамні шовкові та вовняні хустки, що проникали з Півдня та Західної Європи. Особливо інтенсивно їх поширення відбувалося у другій половині XIX століття. На Півдні України домоткані хустки були витіснені виробами московських мануфактур на початку XX століття.
Проте ще на початку XX століття білі домоткані хустки активно використовувались у районах, де було розвинене ткацтво.

## Різновиди

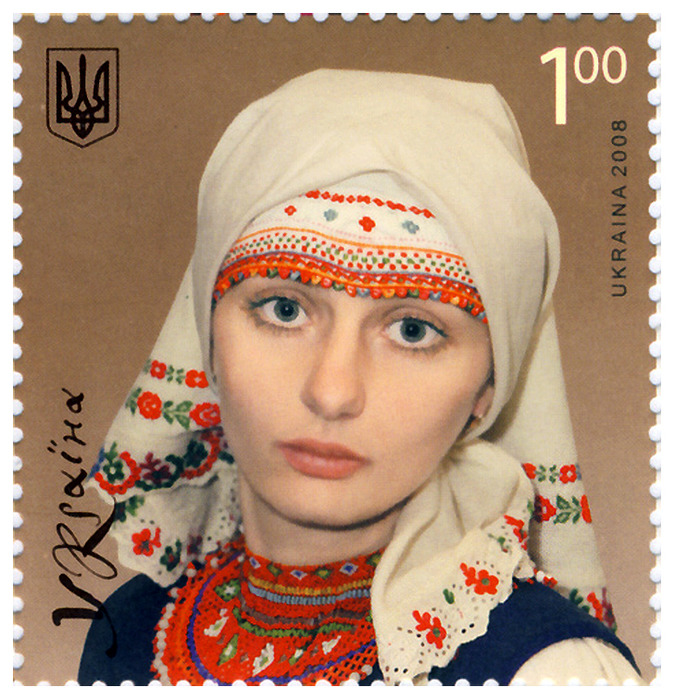
Лемківська хустка

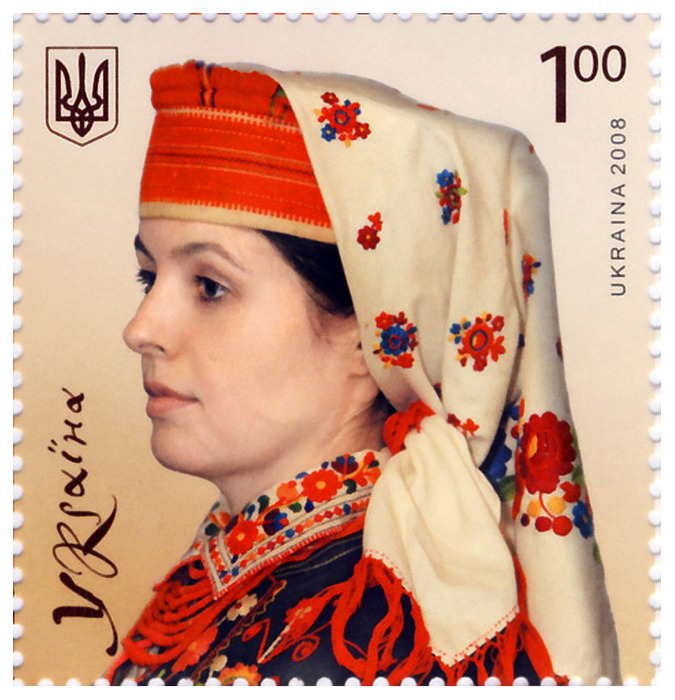
Яворівська хустка і бавниця, Львівщина

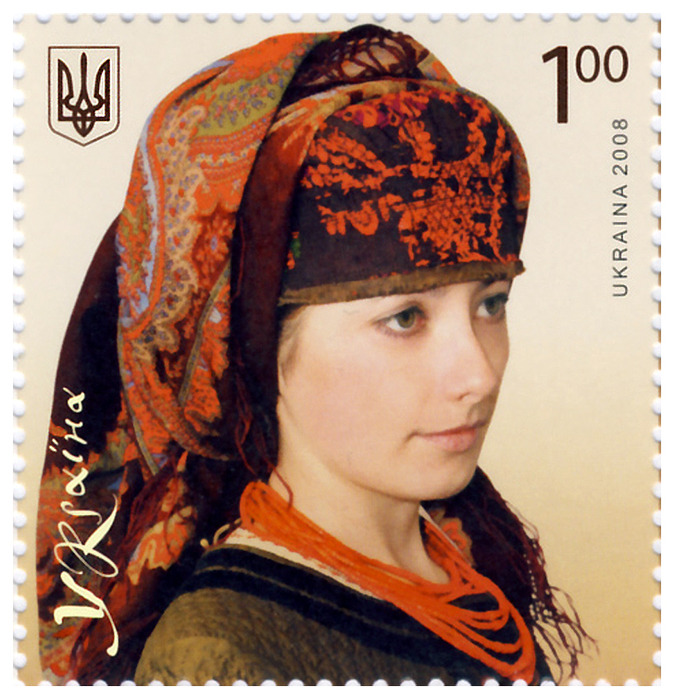
Хустка і очіпок, Черкащина

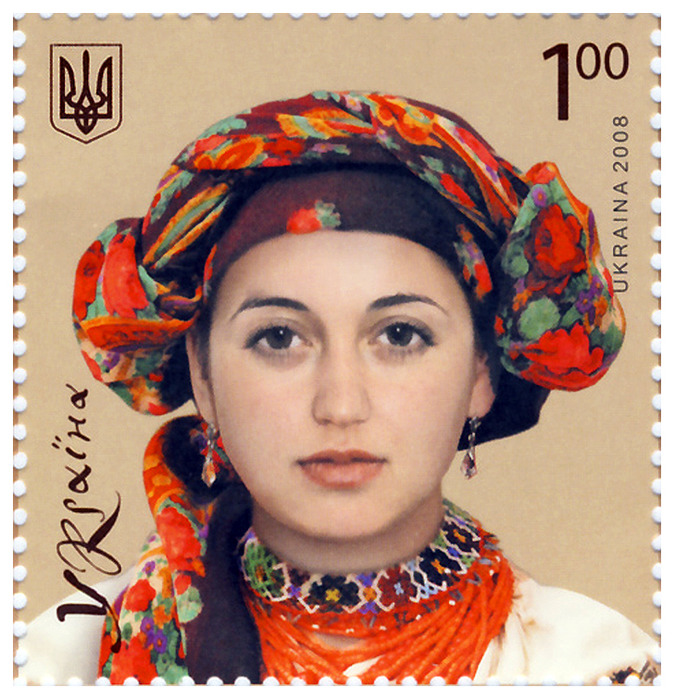
Гуцулка в терновій хустці

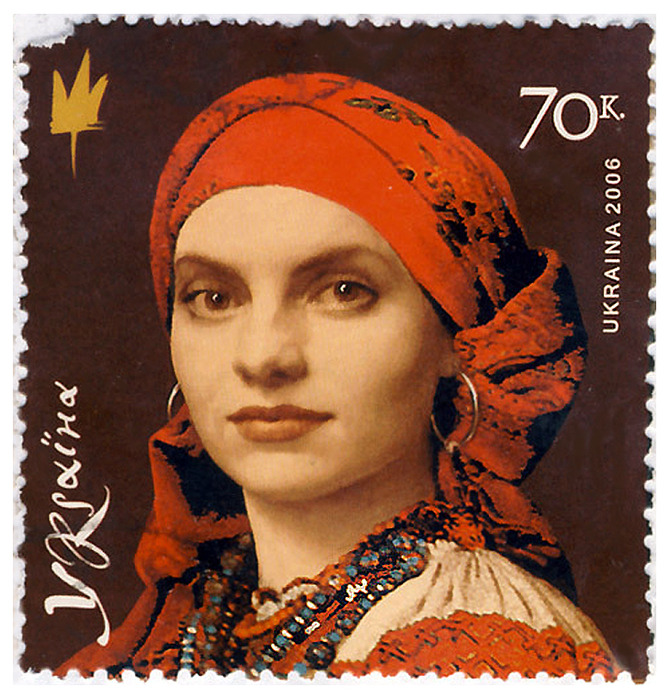
Хустка. Гуцульщина

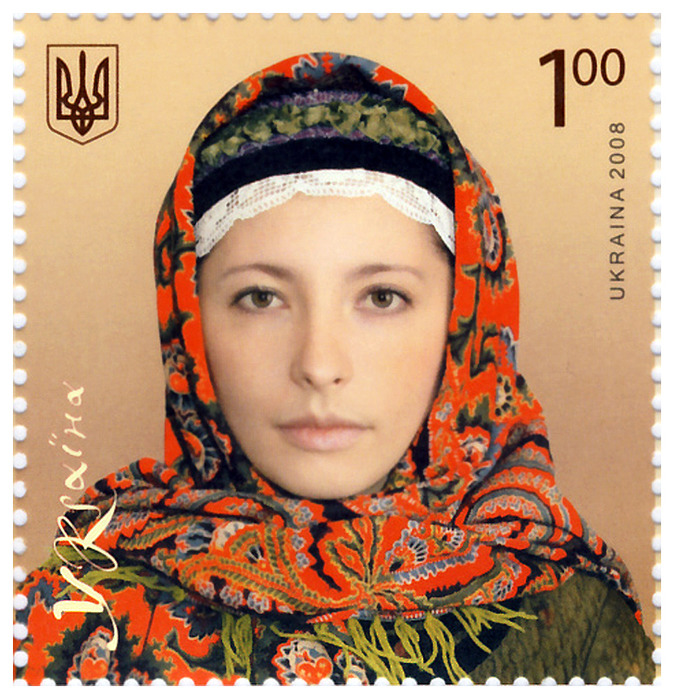
Хустка і очіпок, Львіщина

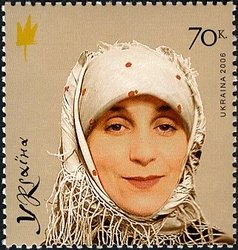
Центральна Україна, ХХ ст.

Давніше використовували полотняні та вовняні хустки домашнього виробництва, потім їх витіснили фабричні зразки. Процес зміни найактивніше проходив поблизу міст з ярмарками та крамницями, пасивніше — у районах, віддалених від промислових центрів.

### Хустки домашнього виробництва
Полотняні хустки ще називали «старовіцька хустка» на Поліссі; «обрус», «убрус», «плат», «рантух» — на Західній Україні; «пінка», «півка» — на Лемківщині; «завійка» — на Лемківщині та Буковині; «рубець» — на Покутті; «ширінка» — у західних районах Східної Галичини; «пелена», «оковита», «рубова хустка» — на Рівненщині.
Хустки з білої бавовняної тканини також мали регіональні назви: «довга хустка» — на Лемківщині, «тифтикова», «упоясова», «промітка», «тибеткова» — у західних районах Східної Галичини, «бавниця» — у північно-західних районах Східної Галичини.
Хустки, ткані з вовни у домашніх умовах, називали «опинанка» у західних районах Полісся, «опиначка» — у Кіровоградській області, «кирух» — на західному Поліссі, «черкасові сірі» — у Центральній Україні.
На Західній Україні хустки ткали з тонкої вовни на лляній або конопляній основі. Вони були прямокутної форми, оздоблені смугами з вужчих сторін. Іноді декорували всю хустку.
На Поліссі у XIX столітті побутували «засновані хустки», виготовленні з домашнього полотна і декоровані червоними смугами. На зміну їм у західному та центральному Поліссі прийшли «пописані хустки» — переткані і в довжину і в ширину дрібними червоними смужечками, які утворювали клітинку. Їм на зміну, в свою чергу, прийшли «картаті» хустки, що були виткані з лляних ниток з червоною заполоччю, у велику клітинку, чорно- або сіро-білі.
Окрім орнаментування доморобних хусток перебірним тканням, в деяких регіонах України їх вишивали.
На Слобожанщині білі полотняні хустки вишивали гладдю червоною та синьою заполоччю.
На Яворівщині наприкінці XIX — початку XX століття хустки вишивали «яворівським гаптом» (гладдю по контуру малюнка) мотивами, що мали назви «вазон», «гільце», «китець».
На Рівненщині «заснованим» і «пописаним» хусткам прийшли на зміну вишиті прямою гладдю, а пізніше хрестиком. Вишивали квадратні орнаментальні мотиви в кожному кутку хустки-квадрата. Візерунки різних кутів однієї хустки могли відрізнятись, що надавало різноманітності у ношенні. Окрім квадратних мотивів хустки на Рівненському та Волинському Поліссі могли мати вишиту кайму завширшки декілька сантиметрів.

### Фабричні хустки
Вовняні хустки мануфактурного виробництва на заході України називали «тернова», «шалянова», «салісуха», «бродська», на Лемківщині — «хустя», «хуша», «шмата», на Гуцульщині — «фустка», «фустина», на Покутті — «багрова хустка», у північно-західних районах Східної Галичини — «мацьок», у деяких місцевостях Поділля — «турпан», на Чернігівщині — «прохорівські бордусові», «карасирові» хустки.
У назвах фабричних хусток часто відображалось місце («брідські», «почаївські», «данилівські») та спосіб («мальованка») виготовлення.
Серед купованих вовняних і шовкових хусток зустрічались білі у дрібну клітинку, а пізніше — у дрібні квіткові мотиви, великі сині або червоні квітчасті (у Галичині).

## Способи пов'язування

### Одружені жінки
Хустка могла пов'язуватись як самостійно, так і поверх очіпка, кибалки або іншого платового головного убору. У більшості випадків хустку перед вив'язуванням складали по діагоналі.
Хустка могла бути зав'язана кінцями спереду або на потилиці. Спереду вони могли бути під підборіддям, над чолом, заховані, або стирчали як ріжки. Ззаду кінці опинялися, якщо хустку схрещували на шиї і зав'язували зверху на кінцях, що були на спині; зав'язували під кінцями на спині; на шиї не перехрещували, а накривали потилицю, скроні, вуха і зав'язували на потилиці. Зверху хустку стискали на «дзьобик», на «коник». Інколи кінці великої квітчастої хустки перехрещували на шиї, але не зав'язували, залишаючи вільно спадати на спині. 
Багато в чому остаточний вигляд вбрання голови залежав від форми очіпка, на який пов'язувалась хустка. Біля Лубен хустку зав'язували поверх розширеного вгорі очіпка, отримуючи об'ємний головний убір. У Миргородському районі використовували круглий очіпок, що зумовлювало круглу форму остаточного вбрання. У Ніжинському районі хусткою повністю закривали очіпок, тоді як у Козелецькому її обводили навколо очіпка, залишаючи довгі кінці спадати на спині.
На Волині ситцевою кольоровою крамною хусткою обв'язували очіпок з твердим обідком і ажурним верхом, попередньо склавши хустку по діагоналі, а потім ще декілька разів. Два кінці цієї хустки зав'язували спереду, два інші клали поверх ажурного денця. До всіх чотирьох кутів хустки пришивали червоні або сині кутаси. Утворений головний убір називали «кимбалка».
На Лемківщині носили хустки-«фацелики» з білої крамної тканини. Її не складали по діагоналі, а просто накривали голову, зав'язуючи два кінця на потилиці. Кінці збирали у складки і крохмалили, вони виступали з двох боків голови. Над чолом робили виступ — «чубок». «Фацелик» притримували на плечах видовженим прямокутником полотна — «плахтинкою». «Плахтинка» спадала з плечей на руки вище ліктя і зав'язувались ззаду.
На півдні Поділля хустку зав'язували у вигляді великої чорної чалми — «турпана».

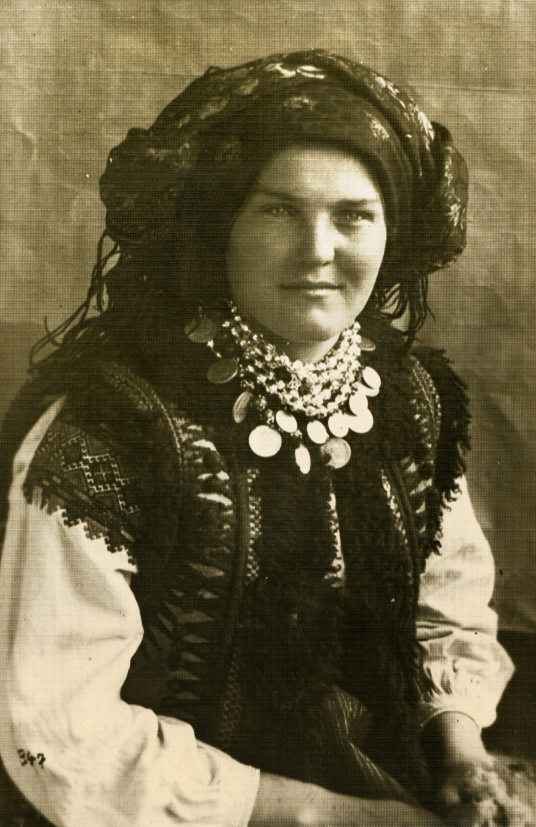
Гуцульщина
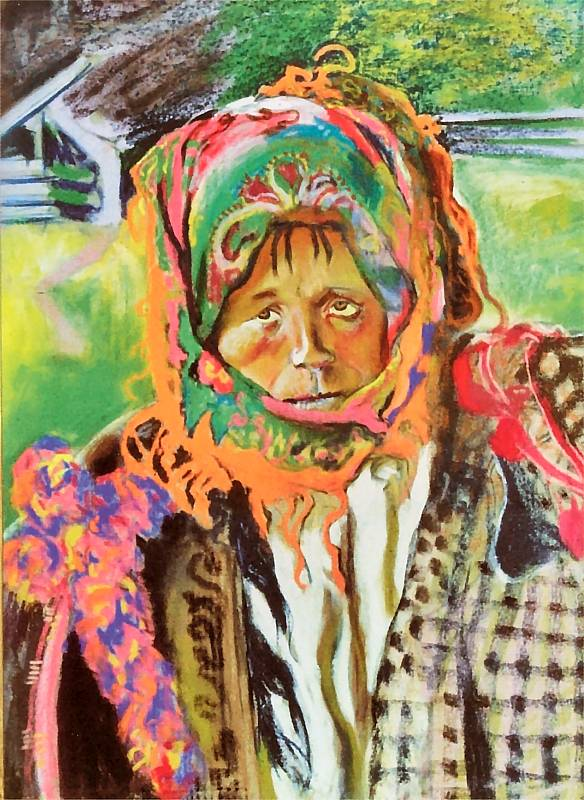
Гуцульщина
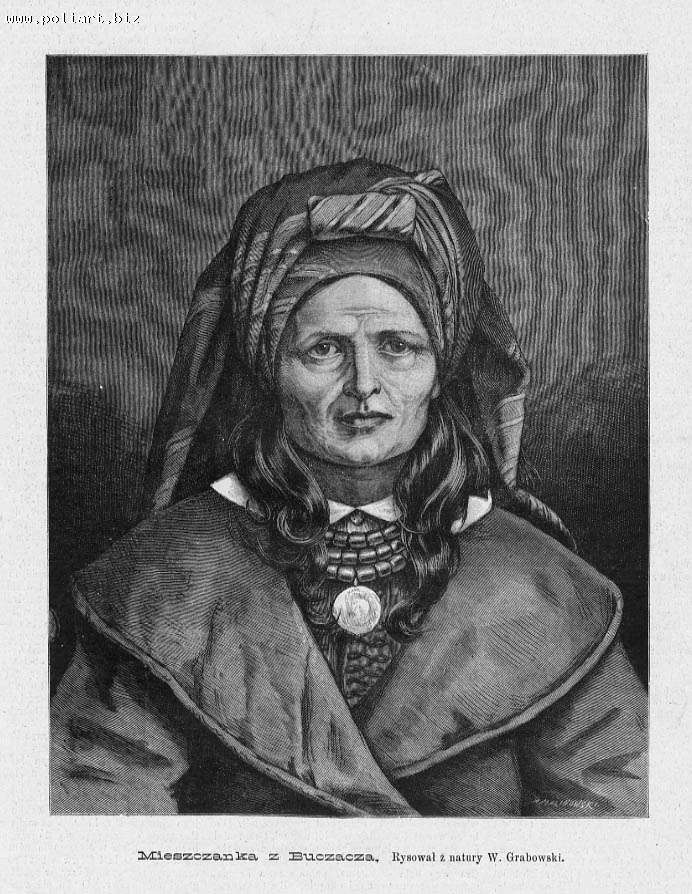
Поділля
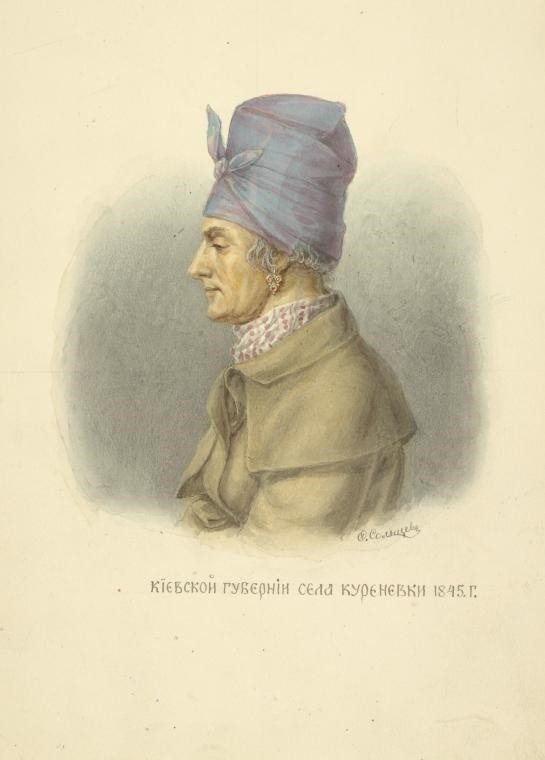
Київщина
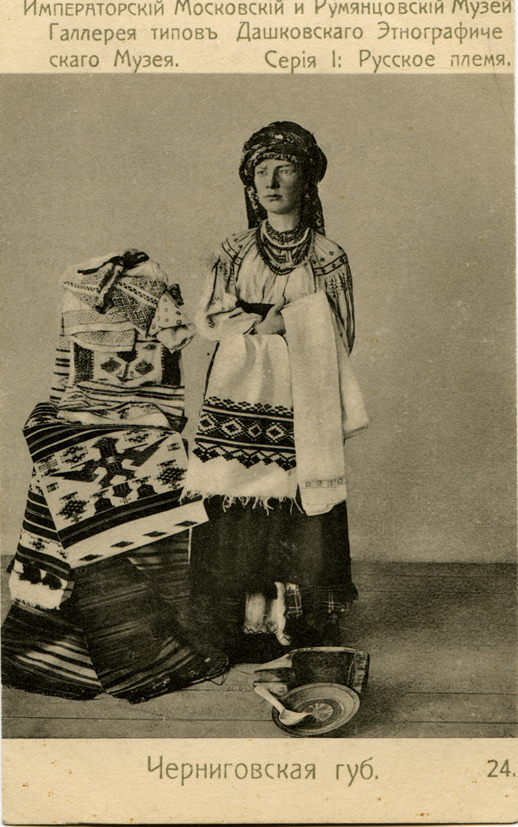
Чернігівщина
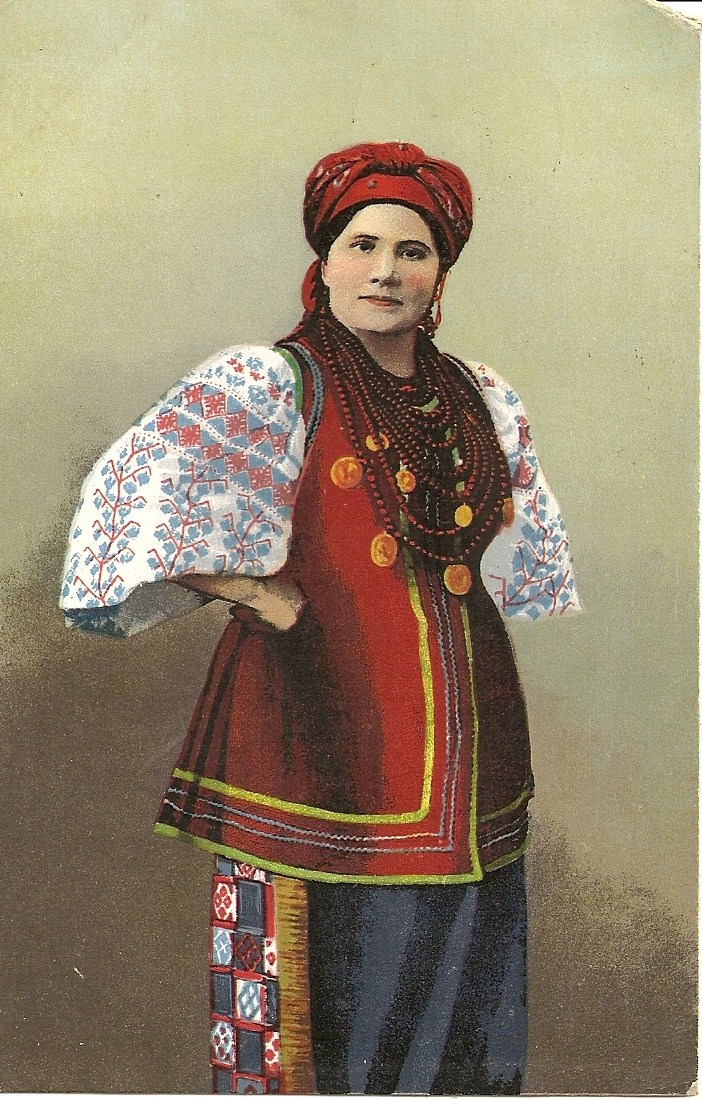
Центральна Україна
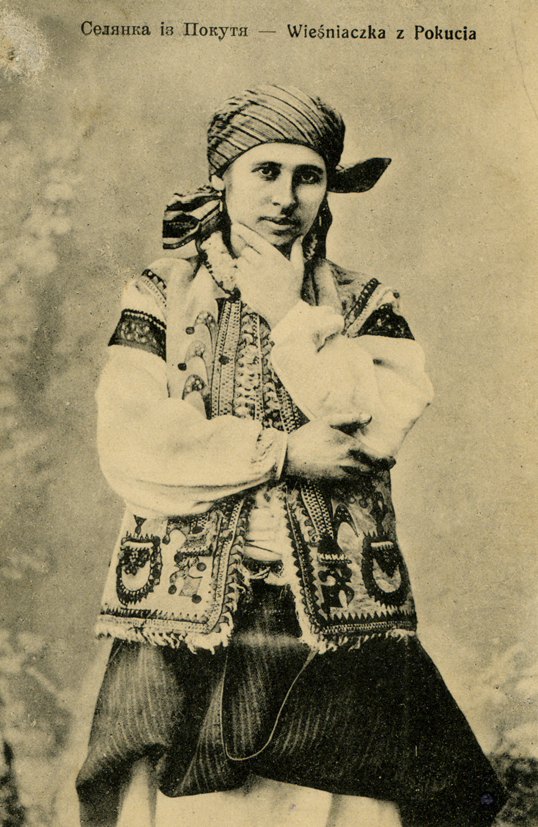
Покуття
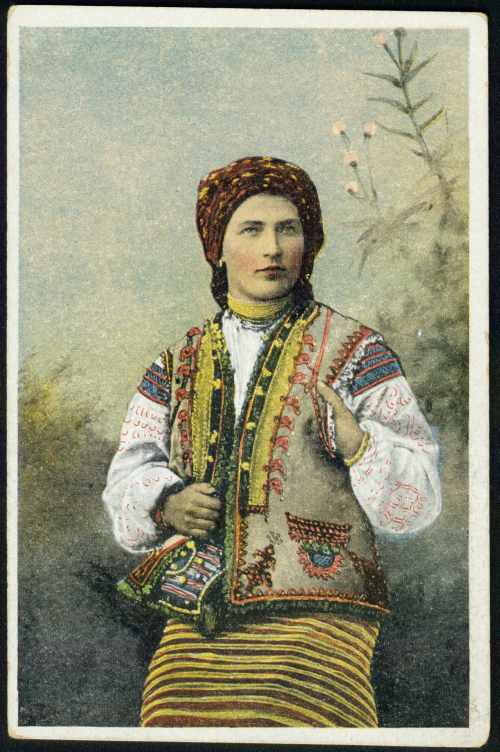
Гуцульщина

#### Вживання хустки у складному головному уборі разом з іншими платовими
На голову, уже зав'язану однією хусткою, пов'язували ще й іншу, обводячи під підборіддям і закріплюючи на тім'ї. 
В Рокитнівському районі Рівненської області у ХХ столітті зустрічалося поєднання намітки з хусткою: поверх намітки пов'язували згорнуту по діагоналі хустку, пропускаючи останню під підборіддям.
На Рівненщині дві, а то й три хустки вбирали в холодну пору: першою обгортали голову, другою — підборіддя, зав'язуючи кінці на тім'ї, третю накидали на плечі.
На Гуцульщині у святкові дні жінки завивали перемітку квітчастою хусткою, зав'язуючи її кінці на тім'ї, при тому тороки спадали на плечі.
У піст хустку не вив'язували, а вбиралися лише в білу намітку.

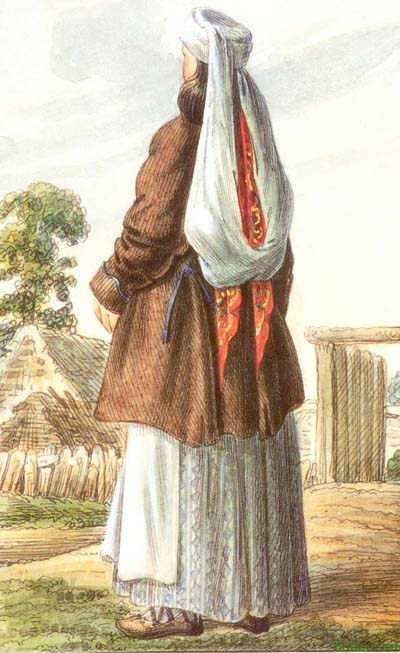
Намітка поверх хустки у бойків
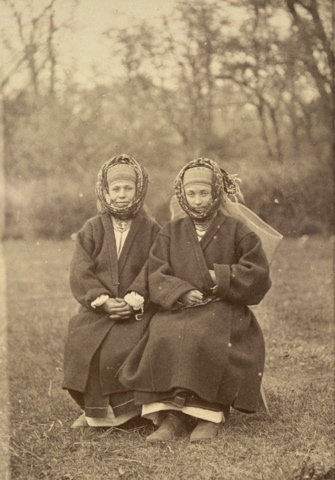
Хустка поверх намітки, Поділля
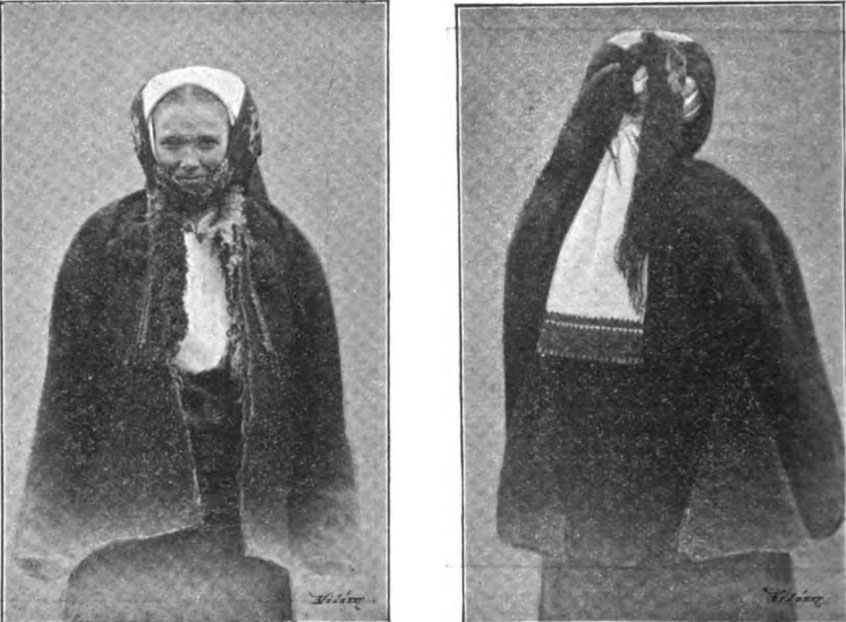
Жінка з Яворова в перемітці, перев'язаній квітчастою хусткою
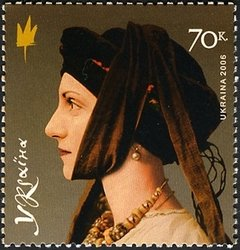
Хустки, Київщина

### Дівчата

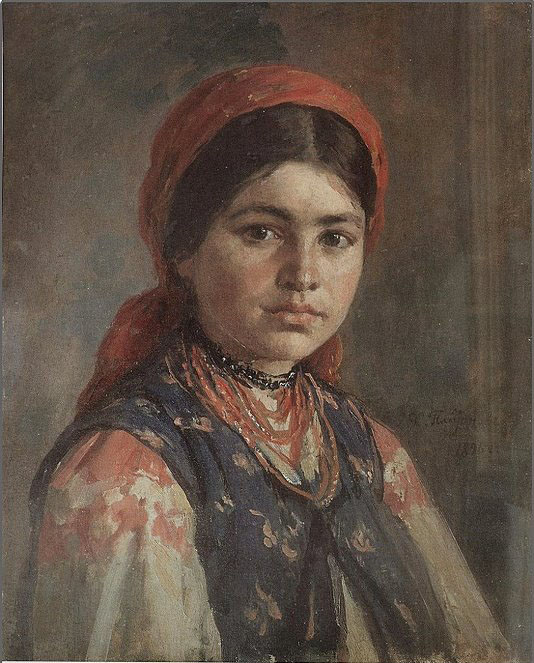
Платонов Дівчина-українка

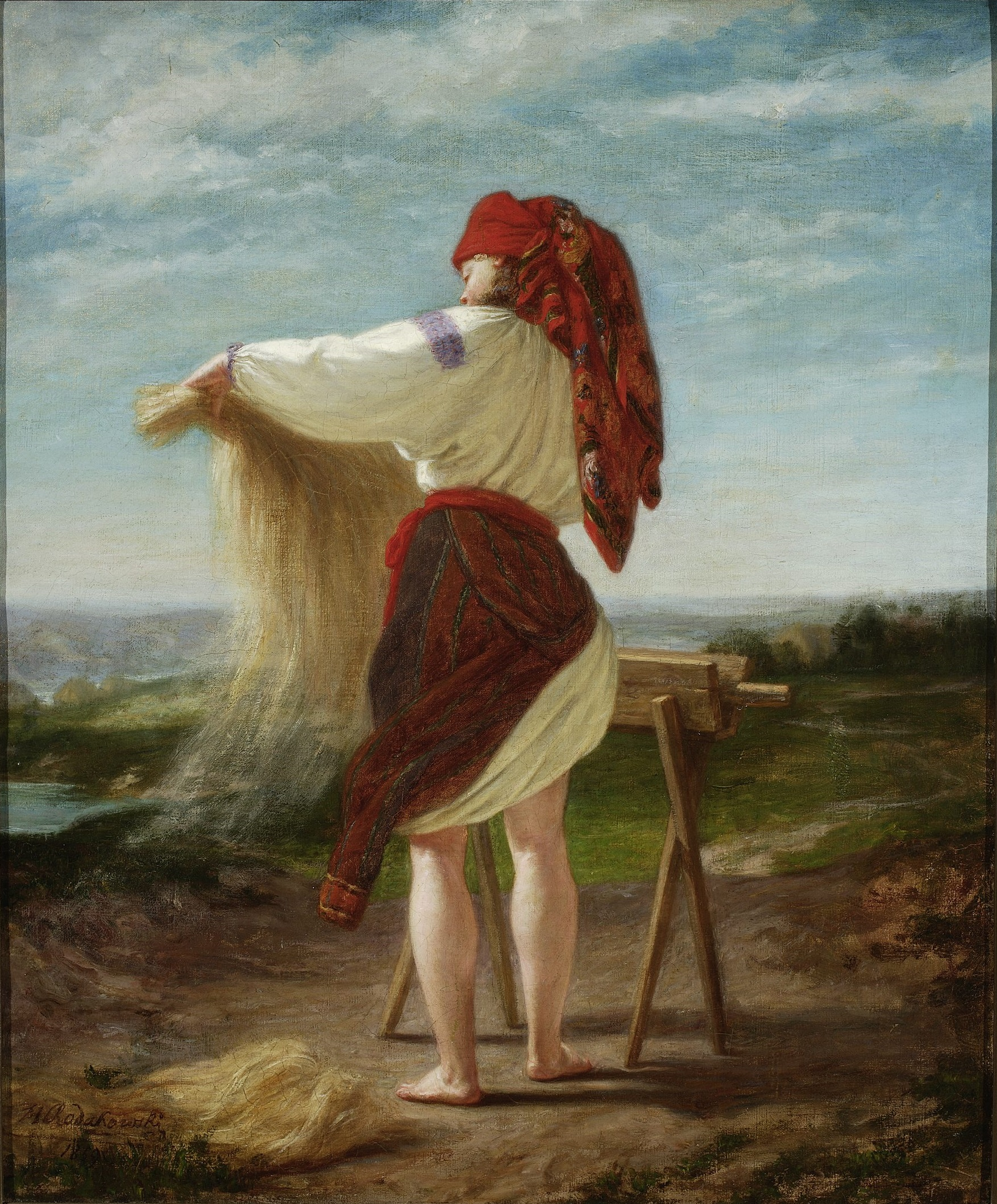
Генрик Родаковський

Ряд авторів кінця XIX століття стверджують, що на початку XIX століття в деяких місцевостях українські дівчата, так само як і одружені жінки, не виходили з хати без хустки. Проте зазвичай дівчата влітку ходили з непокритою головою, вбираючись в хустку лише до роботи, захищаючи волосся від бруду та спеки. Ще особливістю було те, що на відміну від жінок, дівчата не прагнули заховати під хустку все волосся.
Більшість способів пов'язування хусток у дівчат повторює жіночі, але є й особливий — вінкоподібний. Для нього хустку складали по діагоналі, обкручували навколо голови поверх кіс, але так, щоб маківка залишалась відкритою.
На Чернігівщині хустку згортали валиком, укладали вінкоподібно навколо голови, зав'язували кінці над чолом і ховали їх «калачиком». На Херсонщині у вінкоподібно пов'язаній шовковій хустці кінці над чолом перехрещувались. На Полтавщині така пов'язка відрізнялась об'ємом та висотою. В Лубнах були низькі, насунуті на чоло, «солотівки», у с. Крутий Берег — подібні до чалми, у с. Снітин — високі і гостроверхі, на півдні Лубенського району — високі, з кінцями, зав'язаними над чолом, як ріжки. На Поліссі у вінкоподібній пов'язці хустку зав'язували на потилиці, залишаючи тім'я відкритим. У Східній Галичині хустку складали по діагоналі і ще декілька разів, пов'язували навколо голови, залишаючи верх відкритим і пришивали до кінців хустки яскраву китичку, що прикрашала непокрите волосся.
Хустку на свята пов'язували ошатніше ніж у будні, поєднували її з квітами. На Лубенщині при вінкоподібному пов'язуванні голови квітку застромляли з правого боку. На Західному Поділлі у Теребовлянському районі дівчата пишно прикрашали голову квітами. В селах Довге, Деренівка, Скоморохи незакрите хусткою волосся прикрашали живими, а взимку штучними квітами. У селі Кровинка навколо голови викладали вузенький віночок. У Городоцькому районі Львівщини хустку прикрашали квітами над чолом, від вуха до вуха, у вигляді підкови.

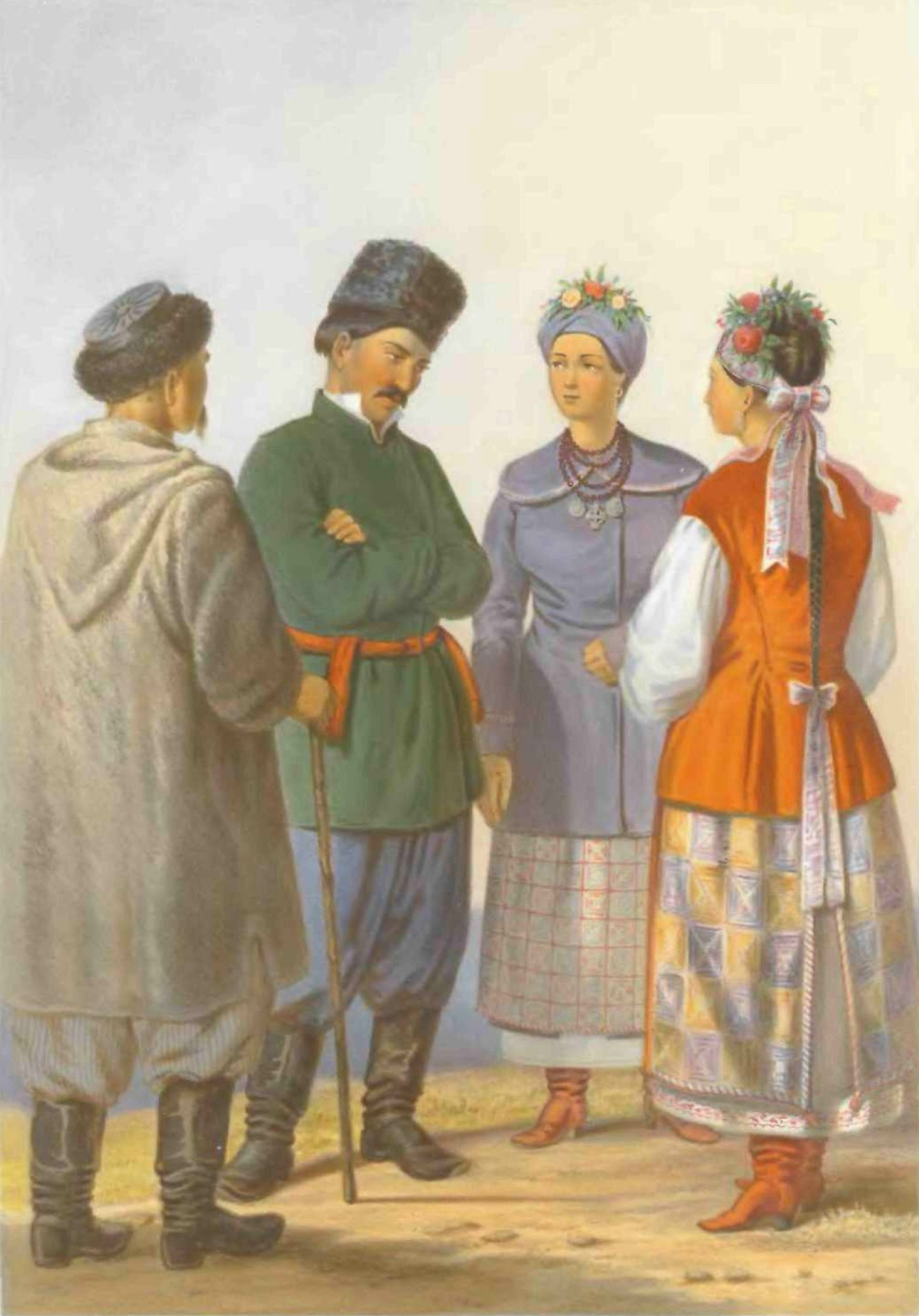
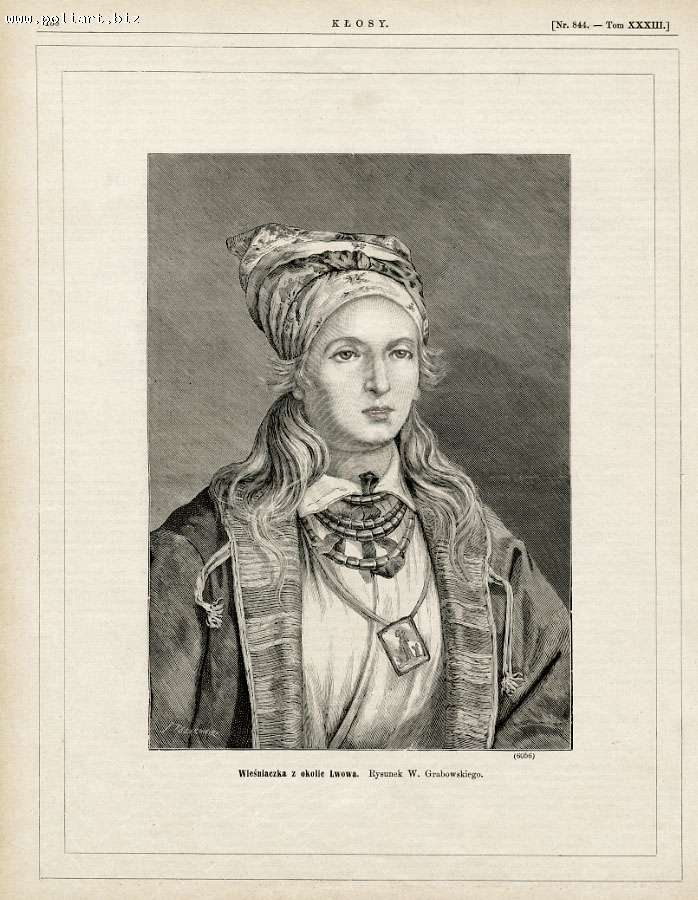
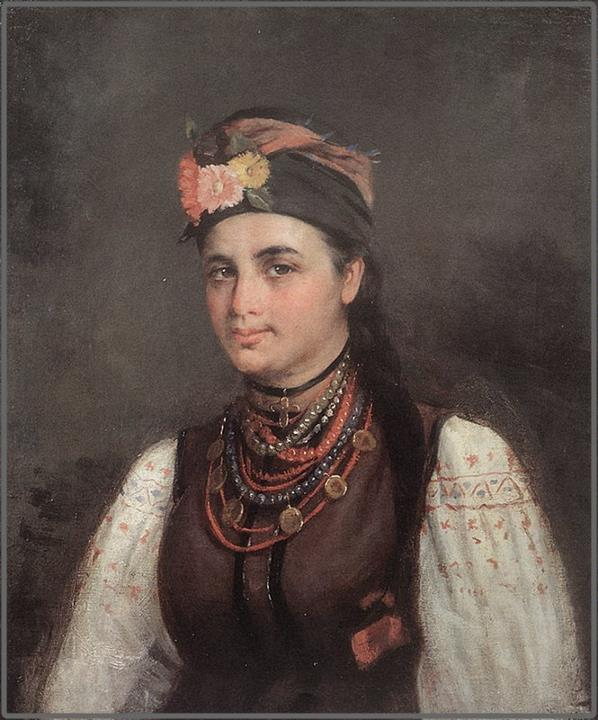
М. Пимоненко портрет М. Нестеренко
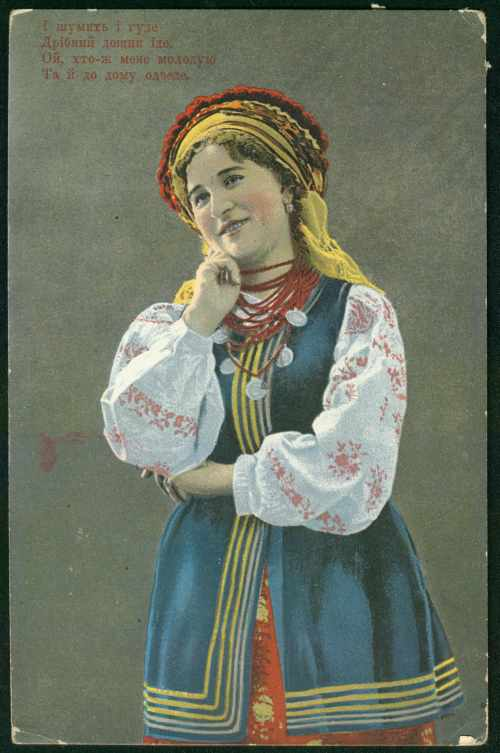
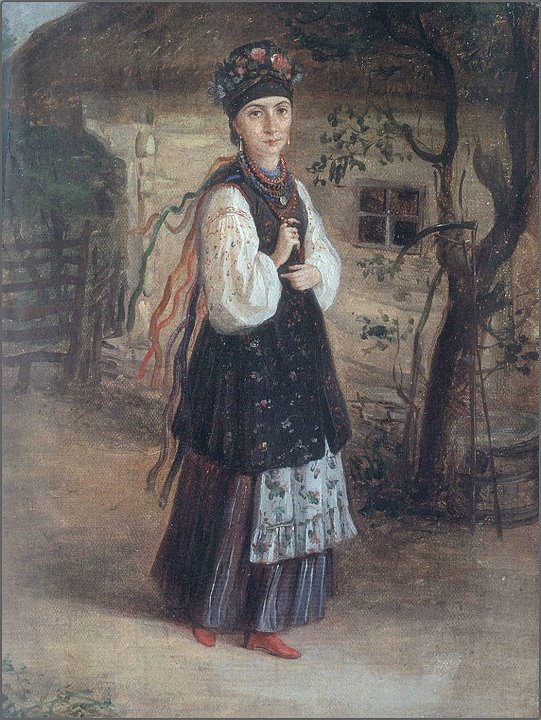
К. Трутовський, Українка
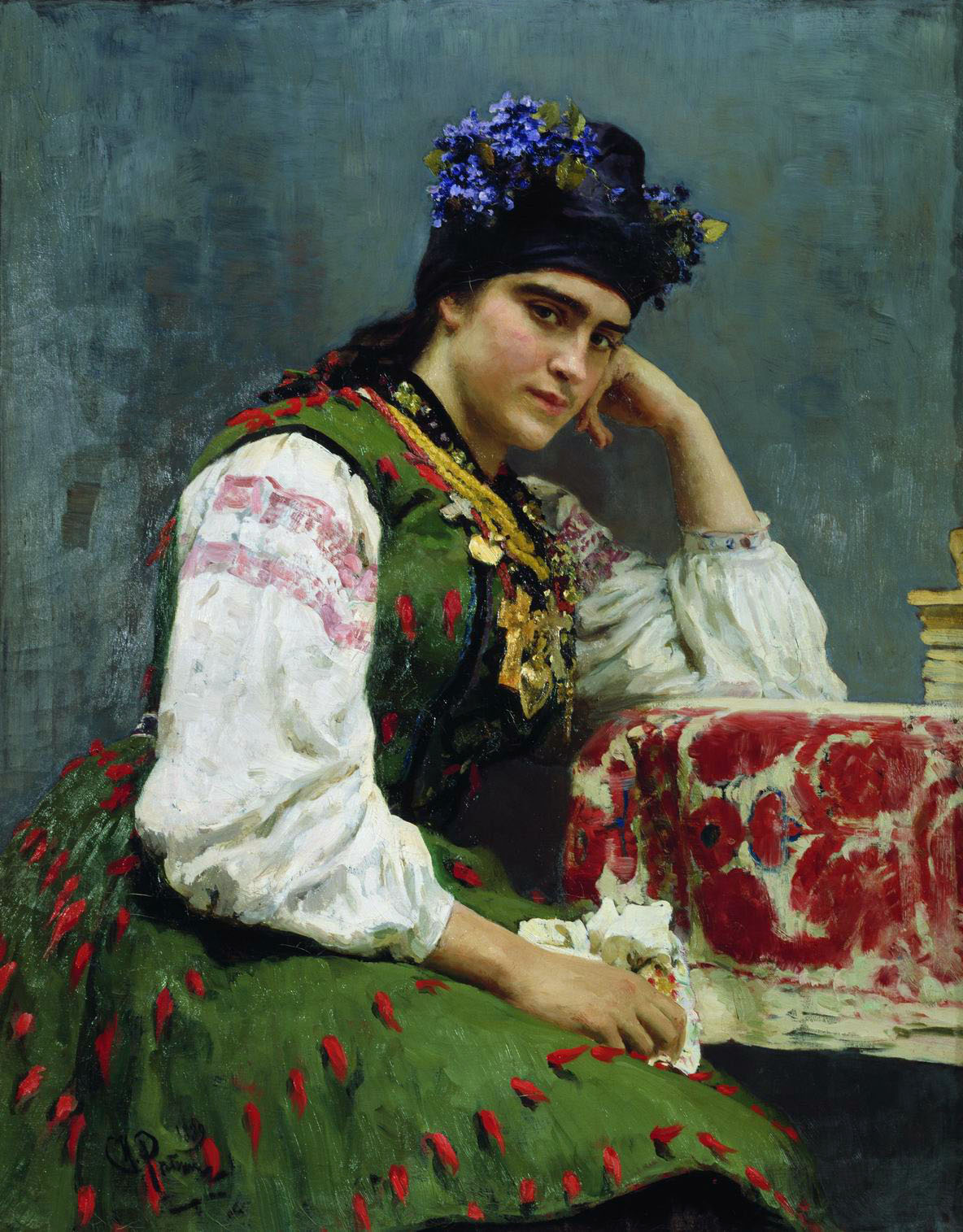
Ілля Рєпін, портрет С. Драгомирової
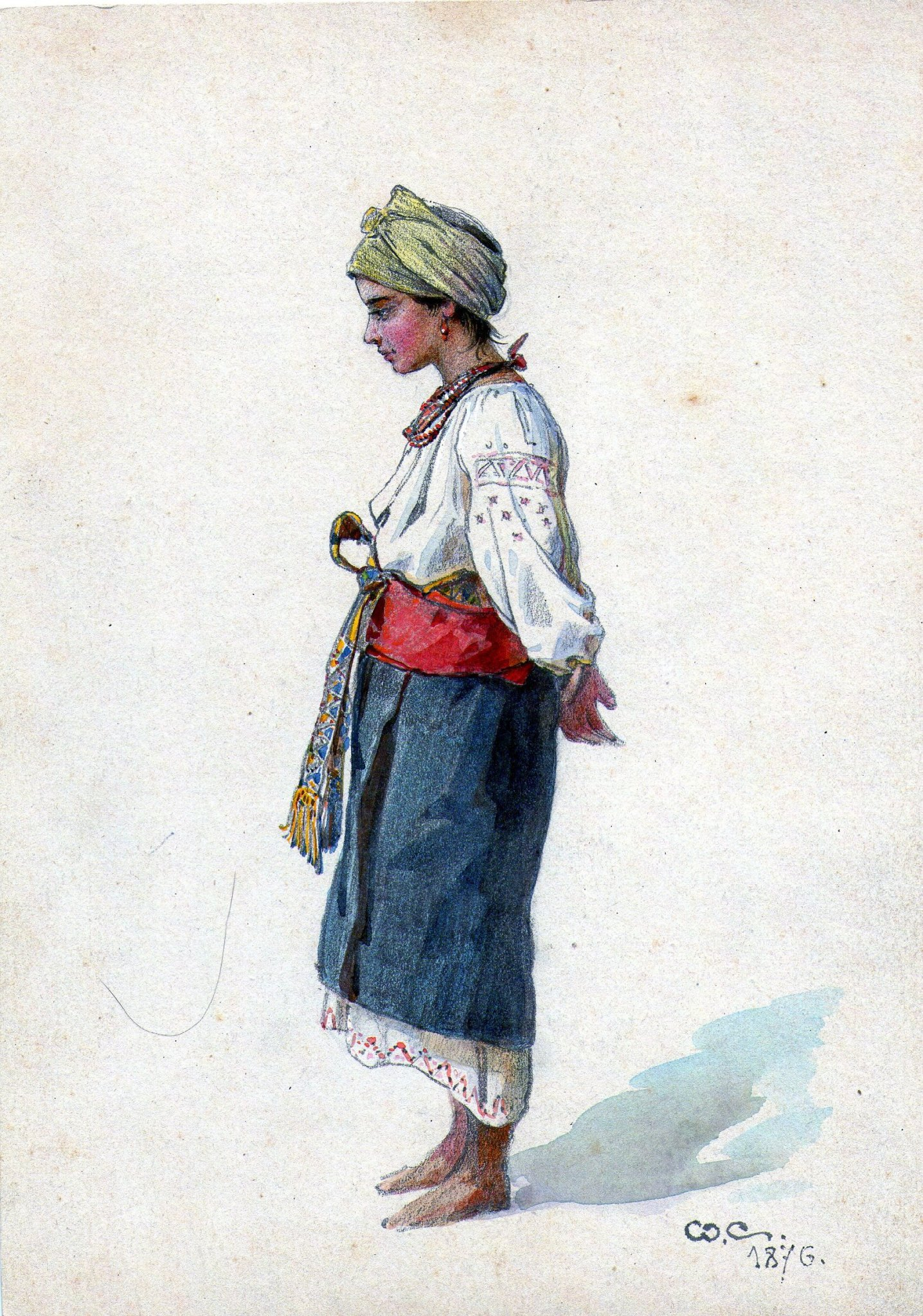
замальовка О.Сластіона

## Хустка в українській обрядовості
Широко використовувались хустки у весільному обряді.
Під час сватання дівчина дарувала по хустці старостам і пов'язувала хлопцеві, якщо давала згоду на шлюб. Нареченому молода дарувала хусточку виткану та вишиту власноруч. На початку XX століття на цій хусточці подекуди в кутах були вишиті монограми нареченого у віночках.. У деяких місцевостях обряд заручин називали «хустки» (у інших — «дання рушників», «брання рушників», «рушники»). Дання рушників і хусток було, в певному розумінні, священною жертвою одного роду іншому і повинно було сприяти зближенню родів. Після «хусток» дівчина не могла відмовитись від весілля, тому що це був великий сором.
Сумцов описує звичай, за яким мати молодої давала доньці хустку перед вінчанням «дівочі сльози витирати». Це було єдине, що вишивала мати до весілля дочки. Цією хусткою накривали очі жінці після смерті.
У деяких регіонах руки молодим під час вінчання зв'язували хусткою (у інших — рушником, наміткою) «щоб міцна сім'я була».
Під час весілля на Чернігівщині дружки співали молодій, яка сиділа на посаді:
|  | Зав'яжу я дєваваннє в хустку,покладу я дєваваннє у нову скриню Атчиню я тую скриню, надівлюся, та сваєму діваванню пажурюся |

Під час ритуалу обдаровування молодята брали подарунки і гроші через хустку. Коли батьки частували молодих, вони подавали їм чарку, обгорнену хусточкою. За народними віруваннями ці предмети могли нанести молодій парі порчу, а хустка повинна була забезпечити захист від неї.
Народна мораль також забороняла молодятам торкатись один одного голими руками до певного моменту, тому вони трималися разом за хустку (або рушник). У лемків пара виходила після вінчання з церкви, тримаючись за білу хустину, що її виготовила молода спеціально для цього випадку. Так само тримаючись з обраницею за хустку, молодий вів її до свого дому. У інших регіонах під час весільного обряду неодноразово виконувалася дія, коли дружба або староста виводили молодих, тримаючи середину хустки, за кінці якої, в свою чергу, трималися молодята. Цей ритуал називають «ведення за хустку».
Один із варіантів «випробовування молодої» виглядав так: на подвір'я садиби нареченого виносили хлібну діжу, застелену хусткою. Якщо молода — чесна, вона мала поклонитися діжі та поставити на неї праву ногу. Хлібна діжа була настільки священною в побуті українців, що, по-перше, нечесна молода не наважувалась на неї ставати, боячись накликати біду на рід, по-друге, її обов'язково покривали хусткою. 

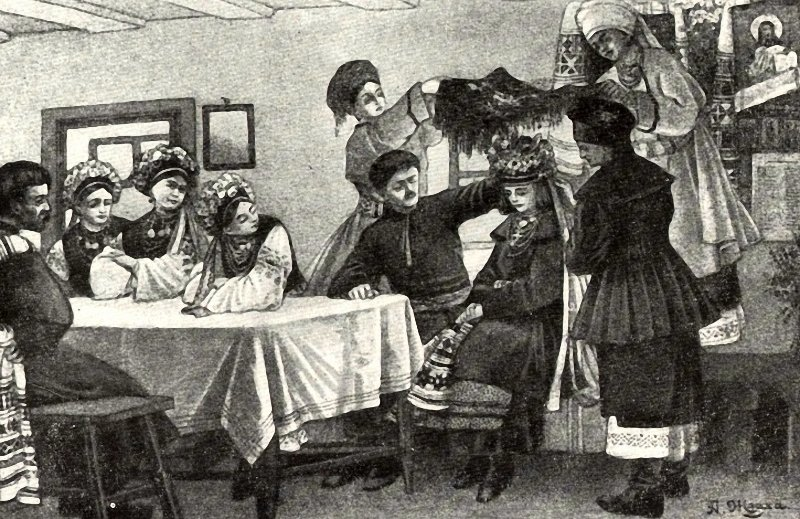
«Молоду покривають», Амвросій Ждаха

Хустка, перебравши роль намітки, почала виконувати на весіллі визначну роль маркера нового суспільного стану дівчини через обряд «Покривання молодої». У давнину покривав батько або молодий наміткою, ближче до поч. XX століття, коли на перший план вийшла хустка, головна роль у більшості регіонів перейшла до матері Під час цієї дії дівчині розплітали косу, мати двічі накидала на неї хустку, але молода її скидала, лише на третій раз погоджувалась попрощатися з дівуванням.
На Гуцульщині молодий після одруження дарував своїй дружині заквітчану і прибрану півнячим пір'ям хустку, прив'язану до меча або прута.
Перед розлукою дівчина дарувала хустину коханому на знак любові та вірності.
Перед початком будівництва хати перев'язували хустками руки майстрів.
На хрестинах перев'язували руки кумам і священикові.
На похоронах усіх обдаровували хустинками, ними тримали свічку, хустку вішали на хоругви. Померлому закривали очі хустиною. Хустку вішали, як прапор, на хресті померлих дівчини або хлопця.

### Локальні різновиди обрядових хусточок

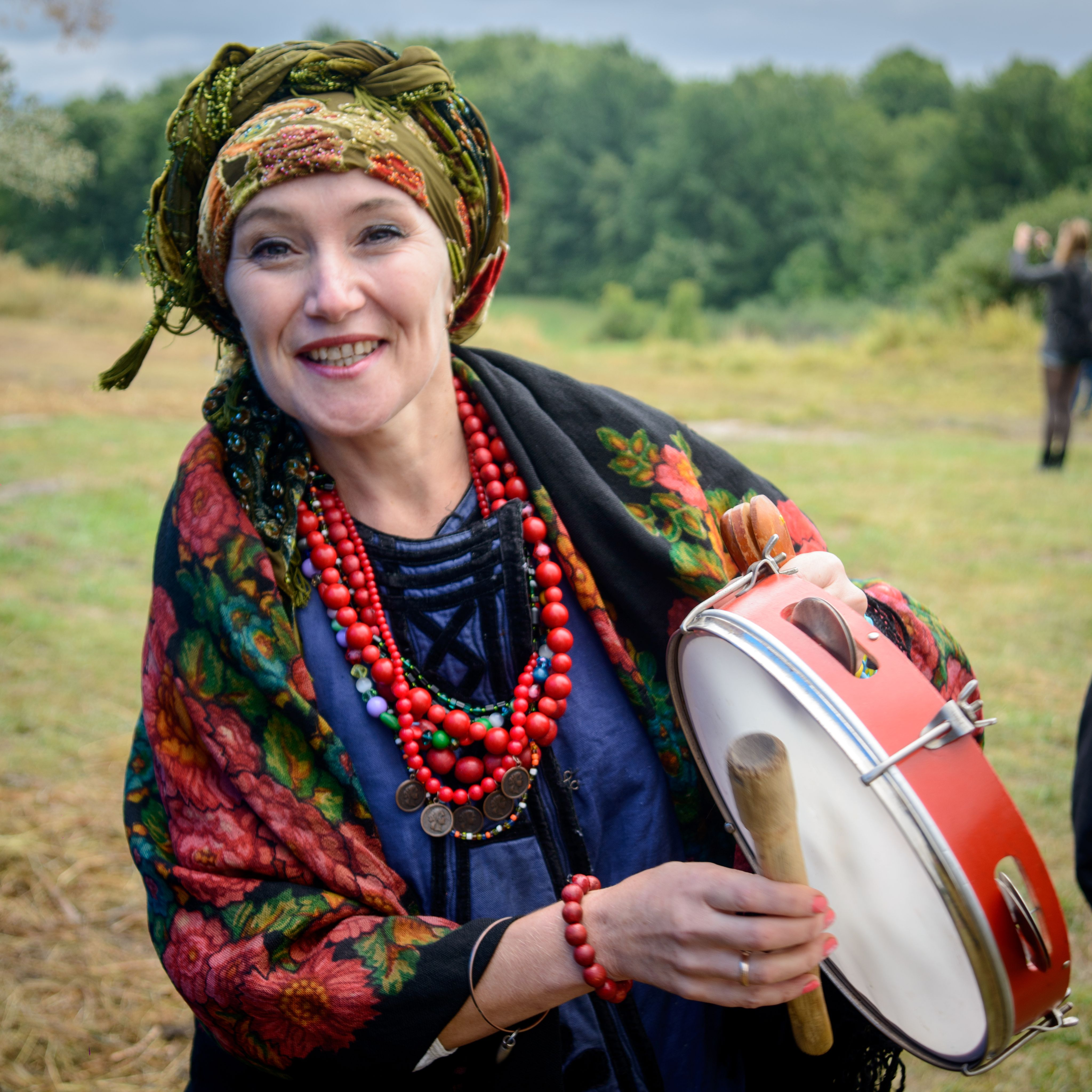
Жінка у національному строї на фольклорному фестивалі

#### Нафрамиці і шервети
Нафрамиці ((молд.) хусточка) — хусточки, що використовувалися у весільному обряді Південно-Східного Поділля. Нафрамиці мали форму квадрата зі стороною 45-55 см і були виготовлені із домотканого із фабричних ниток полотна. Їх вишивали вовною техніками «качалочка» та «штапівка». Вишивка розміщувалась смугою вздовж двох протилежних сторін квадрата. Кожна орнаментальна смуга складалась з трьох мотивів. Іконографічно мотиви вишивки нафрамиць були ідентичні вишивці традиційного східно-подільського рушника. 
Нафрамиці використовувалися під час весілля. Молода вишивала їх близько 40 штук і обдаровувала найпочесніших гостей. Ті, в свою чергу, вішали отримані нафрамиці вдома на жердку і їх кількість свідчила про пошану до господаря хати серед односельців
Шервети відрізняються від нафрамиць лише тим, що орнаментальна смуга не розділяється на три мотиви, а є суцільною.
Нафрамиці і шервети були поширені починаючи від с. Вільшанка Крижопільського району і далі вниз по течії Дністра.

#### Ширинка

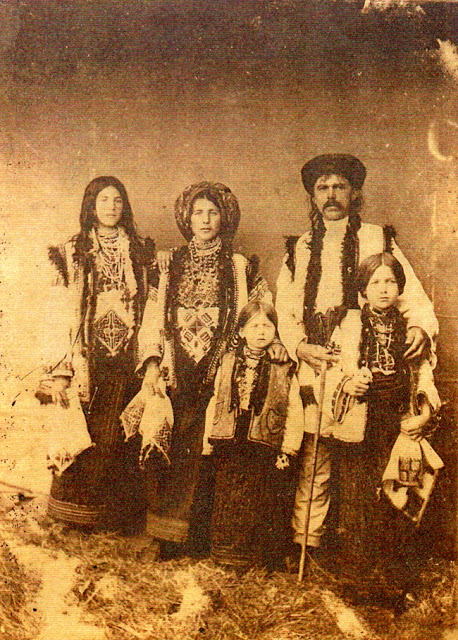
Буковинські гуцули тримають в руках шириньки

Ширинка (ширінка, ширинька, ширінька) — буковинська обрядова хусточка.
Ширинка мала форму прямокутника розміром приблизно 50 на 60 см, у кожному куті якого була вишита геометрична або стилізована квітка, а краї підрублені різнобарвною вовною.
Ширинку мусила вишити і подарувати своєму нареченому кожна дівчина на Буковині. Саме з ширинок починалось виготовлення посагу. Для кожної окремої хусточки орнамент малювався окремо, однакових ширинок на селі не було.
Ширинку дівчина дарувала своєму обранцю на заручинах і на весіллі молодий затикав цю хусточку за пояс. Якщо наречена помирала перед весіллям, хлопець повертав ширинку, накриваючи нею покійній ноги в домовині «аби за собою не потягнула». Якщо помирав наречений, то дівчина приходила і забирала ширинку «аби душа покійника її не переслідувала». Вона прополіскувала хусточку в проточній воді і вішала на придорожній хрест.
Також ширинками обдаровували гостей весілля, так само як нафрамицями на Поділлі. Отримані хусточки вішали у світлиці під образами, попередньо склавши кутами до середини.
Ширинкою мати брала весільний вінок і клала на голову доньці.
Повитуха вішала ширинку на хвіртку у випадку народження дівчинки.
Також на ширинці подавали хліб-сіль гостям.

## Хустка у сучасній моді

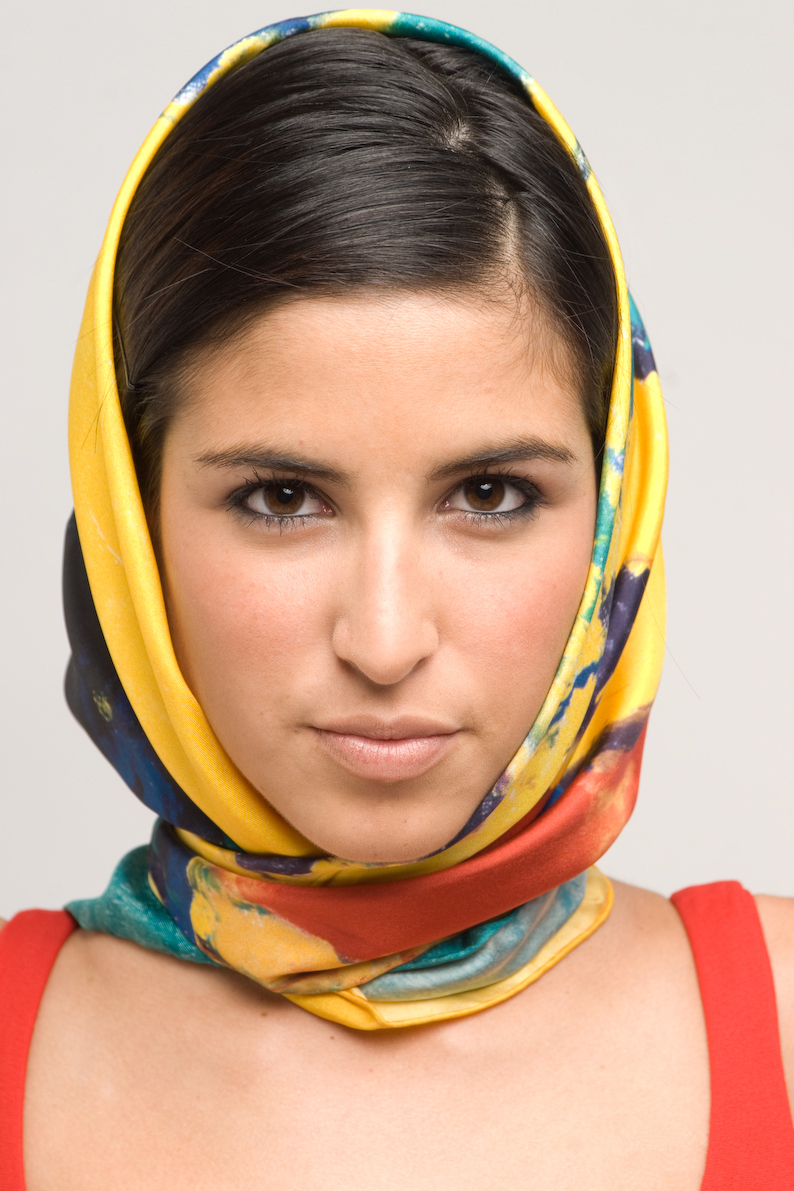

Хустка продовжує залишатися вживаним елементом і у сучасному вбранні.
«Бабусину хустку» як головний елемент використала у своїй колекції «Love Ukraine» дизайнерка Олена Лурдес. Окрім цього одяг був прикрашений україномовними написами та імітаціями віночка зі стрічками на каптурах костюмів спортивного стилю.
Дизайнерка Олена Сереброва у своїй колекції «Fall 2011» як головний елемент використала хустку. Саме з хусток особливим ручним способом виготовлялась тканина, а уже з неї — одяг. Пані Сереброва називала цей матеріал «різанка». З нього були виготовлені сарафани та пальто.

## Цікаві факти
Телеведуча Катя Осадча презентувала українську хустку американській поп-зірці Мадонні. Співачка прийняла цей подарунок.